# Руска Стоименова
Руска Стоицова Стоименова е българска народна певица, изпълнителка на песни от Македонската фолклорна област.

## Биография
Родена е на 27 октомври 1938 година в горноджумайското село Марулево. През 1954 година става една от основателките на ансамбъл „Пирин“. Завършва Академията за музикално и танцово изкуство в Пловдив. Реализира записи на много песни, сред които голяма популярност придобиват „Имала майка едно ми чедо“, „Що песна се пее“, „Пирине, Пирине“. Има дуети с певеца Илия Аргиров. Носителка е на званието „Заслужил артист“. След пенсионирането си от ансамбъл „Пирин“ създава своя певческа група „Биляна“, реализира много авторски песни на фолклорна основа. През 2004 година издава книга със спомени „Благословена с песен“. През 2008 година с голям концерт в Благоевград отбелязва своята 70-годишнина. През 2009 година е предложена е за почетен гражданин на Благоевград, но общинските съветници отхвърлят предложението. През месец юли 2012 година заедно с грамота и плакет и е присъдено званието „почетен гражданин на Благоевград“.